# كاوناس
كَونَس أو (نقحرة: كاوناس) (Kaunas) هي مركز مقاطعة كَونَس، وثاني أكبر مدن ليتوانيا، حيث عدد سكانها يزيد عن 415700 نسمة، ومساحتها 156 كم2.
تأسست في القرن الثاني عشر، وتمتاز بموقع جغرافي جيد، فتقع في وسط ليتوانيا عند التقاء أكبر نهريها نموناس ونريس، على بعد 100 كلم من العاصمة الليتوانية فيلنيوس، وعلى بعد 250 كلم من المدينة الساحلية كلايبدا. أمست كَونَس لسنوات مركزاً رئيسياً للمقاومة الروحية والكفاح من أجل الهوية الوطنية الليتوانية. كانت المدينة لمدة 20 سنة تقريباً عاصمة ليتوانيا المؤقتة. احتفل في مدينة كَونَس أول يوم لاستقلال ليتوانيا في 16 فبراير 1988. تم الاحتفال في ساحة المسرح الموسيقي بالمدينة، وهو المكان الذي قتل فيه روماس كالانتا نفسه في مايو 1972 احتجاجاً على النظام السوفيتي. تحتوي المدينة أيضاً على حديقة متحف الحرب التي تعرف باحتوائها على نحت «الحرية» من إنشاء يوزاس زيكاراس.

## المناخ
يظهر الجدول التالي التغييرات المناخية على مدار السنة لكَونَس:
| البيانات المناخية لـكَونَس                                                                | البيانات المناخية لـكَونَس | البيانات المناخية لـكَونَس | البيانات المناخية لـكَونَس | البيانات المناخية لـكَونَس | البيانات المناخية لـكَونَس | البيانات المناخية لـكَونَس | البيانات المناخية لـكَونَس | البيانات المناخية لـكَونَس | البيانات المناخية لـكَونَس | البيانات المناخية لـكَونَس | البيانات المناخية لـكَونَس | البيانات المناخية لـكَونَس | البيانات المناخية لـكَونَس |
| الشهر                                                                                   | يناير                    | فبراير                   | مارس                     | أبريل                    | مايو                     | يونيو                    | يوليو                    | أغسطس                    | سبتمبر                   | أكتوبر                   | نوفمبر                   | ديسمبر                   | المعدل السنوي            |
| --------------------------------------------------------------------------------------- | ------------------------ | ------------------------ | ------------------------ | ------------------------ | ------------------------ | ------------------------ | ------------------------ | ------------------------ | ------------------------ | ------------------------ | ------------------------ | ------------------------ | ------------------------ |
| الدرجة القصوى °م (°ف)                                                                   | 11.7 (53.1)              | 14.8 (58.6)              | 20.2 (68.4)              | 28.6 (83.5)              | 31.4 (88.5)              | 32.8 (91.0)              | 34.9 (94.8)              | 35.3 (95.5)              | 33.3 (91.9)              | 23.9 (75.0)              | 16.7 (62.1)              | 11.1 (52.0)              | 34.9 (94.8)              |
| متوسط درجة الحرارة الكبرى °م (°ف)                                                       | −0.9 (30.4)              | −0.3 (31.5)              | 4.3 (39.7)               | 12.3 (54.1)              | 18.5 (65.3)              | 20.9 (69.6)              | 23.4 (74.1)              | 22.7 (72.9)              | 17.1 (62.8)              | 10.8 (51.4)              | 4.1 (39.4)               | 0.3 (32.5)               | 11.2 (52.2)              |
| المتوسط اليومي °م (°ف)                                                                  | −3.3 (26.1)              | −3.1 (26.4)              | 0.9 (33.6)               | 7.4 (45.3)               | 13.0 (55.4)              | 15.8 (60.4)              | 18.2 (64.8)              | 17.5 (63.5)              | 12.7 (54.9)              | 7.5 (45.5)               | 1.9 (35.4)               | −2.0 (28.4)              | 7.3 (45.1)               |
| متوسط درجة الحرارة الصغرى °م (°ف)                                                       | −5.7 (21.7)              | −5.8 (21.6)              | −2.6 (27.3)              | 2.5 (36.5)               | 7.5 (45.5)               | 10.6 (51.1)              | 13.0 (55.4)              | 12.3 (54.1)              | 8.3 (46.9)               | 4.1 (39.4)               | −0.2 (31.6)              | −4.0 (24.8)              | 3.4 (38.1)               |
| أدنى درجة حرارة °م (°ف)                                                                 | −35.8 (−32.4)            | −36.3 (−33.3)            | −26.3 (−15.3)            | −12.0 (10.4)             | −3.7 (25.3)              | 0.1 (32.2)               | 2.1 (35.8)               | 0.3 (32.5)               | −3.0 (26.6)              | −13.7 (7.3)              | −21.0 (−5.8)             | −30.6 (−23.1)            | −36.3 (−33.3)            |
| الهطول مم (إنش)                                                                         | 47.4 (1.87)              | 32.8 (1.29)              | 40.5 (1.59)              | 37.1 (1.46)              | 53.7 (2.11)              | 72.8 (2.87)              | 78.5 (3.09)              | 76.3 (3.00)              | 53.7 (2.11)              | 56.2 (2.21)              | 48.1 (1.89)              | 46.8 (1.84)              | 643.4 (25.33)            |
| متوسط أيام هطول الأمطار                                                                 | 11.5                     | 9.2                      | 9.8                      | 7.9                      | 9.2                      | 10.6                     | 10.0                     | 10.0                     | 8.9                      | 9.5                      | 10.3                     | 10.7                     | 117.6                    |
| ساعات سطوع الشمس الشهرية                                                                | 40.3                     | 67.8                     | 127.1                    | 174.0                    | 251.1                    | 264.0                    | 257.3                    | 238.7                    | 159.0                    | 99.2                     | 42.0                     | 27.9                     | 1٬748٫4                  |
| المصدر #1: World Meteorological Organization NOAA (extremes)                            |                          |                          |                          |                          |                          |                          |                          |                          |                          |                          |                          |                          |                          |
| المصدر #2: Hong Kong Observatory (sun only) Météo Climat (normal temps & precipitation) |                          |                          |                          |                          |                          |                          |                          |                          |                          |                          |                          |                          |                          |

## توأمة
لكَونَس اتفاقيات توأمة مع كل من:
- غرونوبل (1997 - )[8]
- كالينينغراد (2001 - )[8]
- بيلا تسيركفا
- خاركيف (2001 - )[8]
- فروتسواف (1993 - )[8]
- تامبيري (1994 - )[8]
- برنو (1994 - )[8]
- لوس أنجلوس (1991 - )[8]
- شيامن (2001 - )[8]
- فرارة (1998 - )[8]
- تيومين
- بياويستوك (12 فبراير 1994 - )[8]
- كانيلي
- بريشا (2002 - )[8]
- كافا دي تيريني (2008 - )[8]
- أديس أبابا
- بوردينوني
- Storo [الإنجليزية]‏
- سانت بطرسبرغ (2007 - )[8]
- أودنسه (1993 - )[8]
- بلدية لينشوبينغ [الإنجليزية]‏ منذ (1992 - )[9]
- Myślibórz [الإنجليزية]‏ منذ (2012 - )[8]
- لوتسك (27 نوفمبر 2013 - )[10]
- Växjö Municipality [الإنجليزية]‏ منذ (1990 - )[8]
- تورون (26 فبراير 2016 - )[8]
- هوردالان (1998 - )[8]
- ليبه (1989 - )[8]
- لفيف أوبلاست (2012 - )[8]
- ريغا (2013 - )[8]
- ريندي (2003 - )[8]
- General San Martín Partido [الإنجليزية]‏ منذ (2006 - )[8]
- Tartu (urban municipality) [الإنجليزية]‏ منذ (1993 - )[8]
- فستفولد (1991 - )[8]

## أعلام
- إليزابيث كون
- جوناس سيبوليس
- زالومون غلاك
- نيكولاي بوكروفسكي
- ويلي كوهن
- ريمانتاس ستانكيفيشيوس
- إيمانويل ليفيناس
- أرفيداس سابونيس
- هانيبال ليكتر
- فالداس أدامكوس
- إيما جولدمان

## وصلات خارجية
- الموقع الرسمي نسخة محفوظة 18 ديسمبر 2012 على موقع واي باك مشين.